# Pfarrkirche Gaal

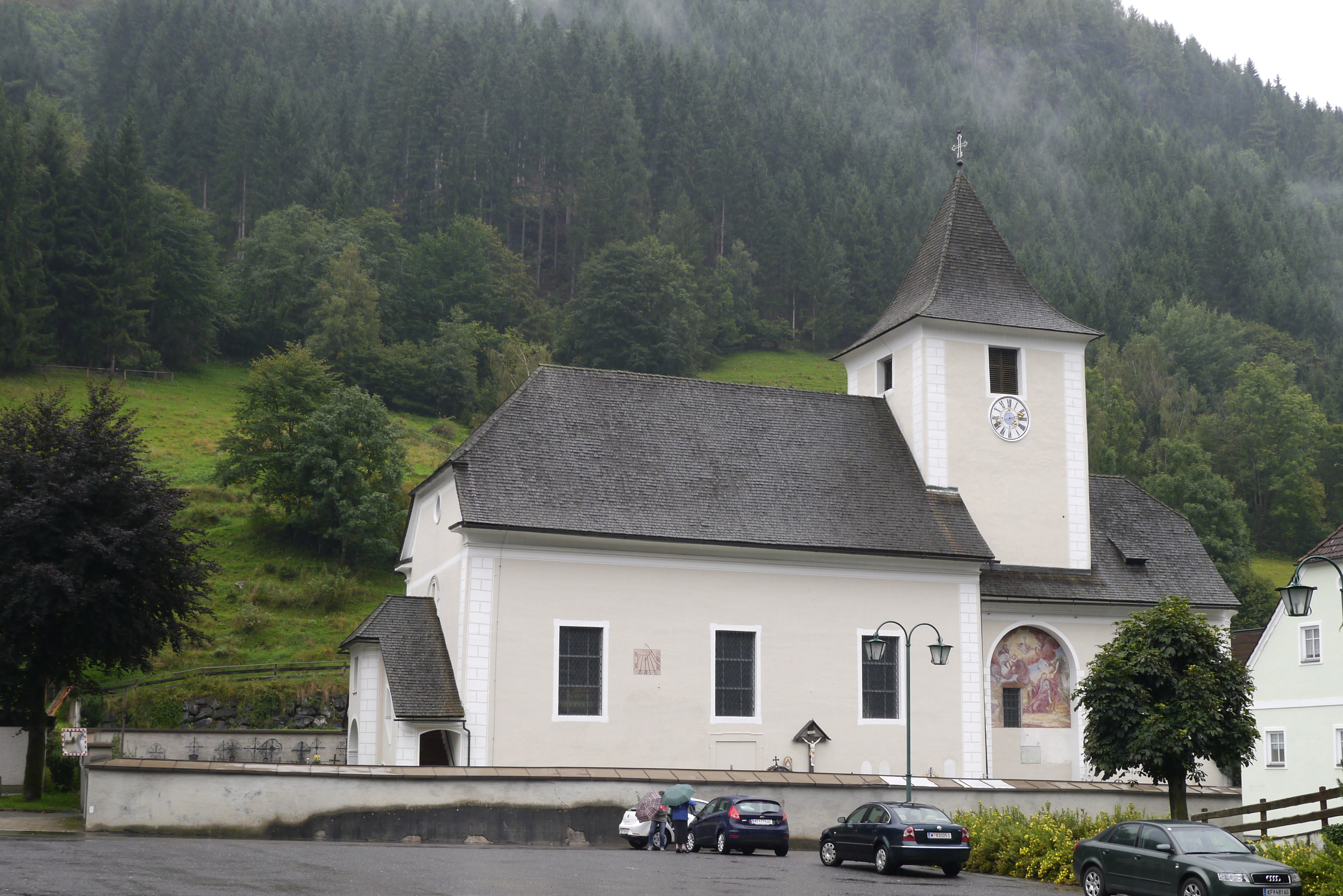
Kath. Pfarrkirche hl. Petrus in Gaal

Die römisch-katholische Pfarrkirche Gaal steht in Ort Gaal in der Gemeinde Gaal im Bezirk Murtal in der Steiermark. Die dem heiligen Petrus geweihte Kirche gehört zum Dekanat Knittelfeld in der Diözese Graz-Seckau. Das Kirchengebäude und die Friedhofsummauerung stehen unter Denkmalschutz.

## Geschichte

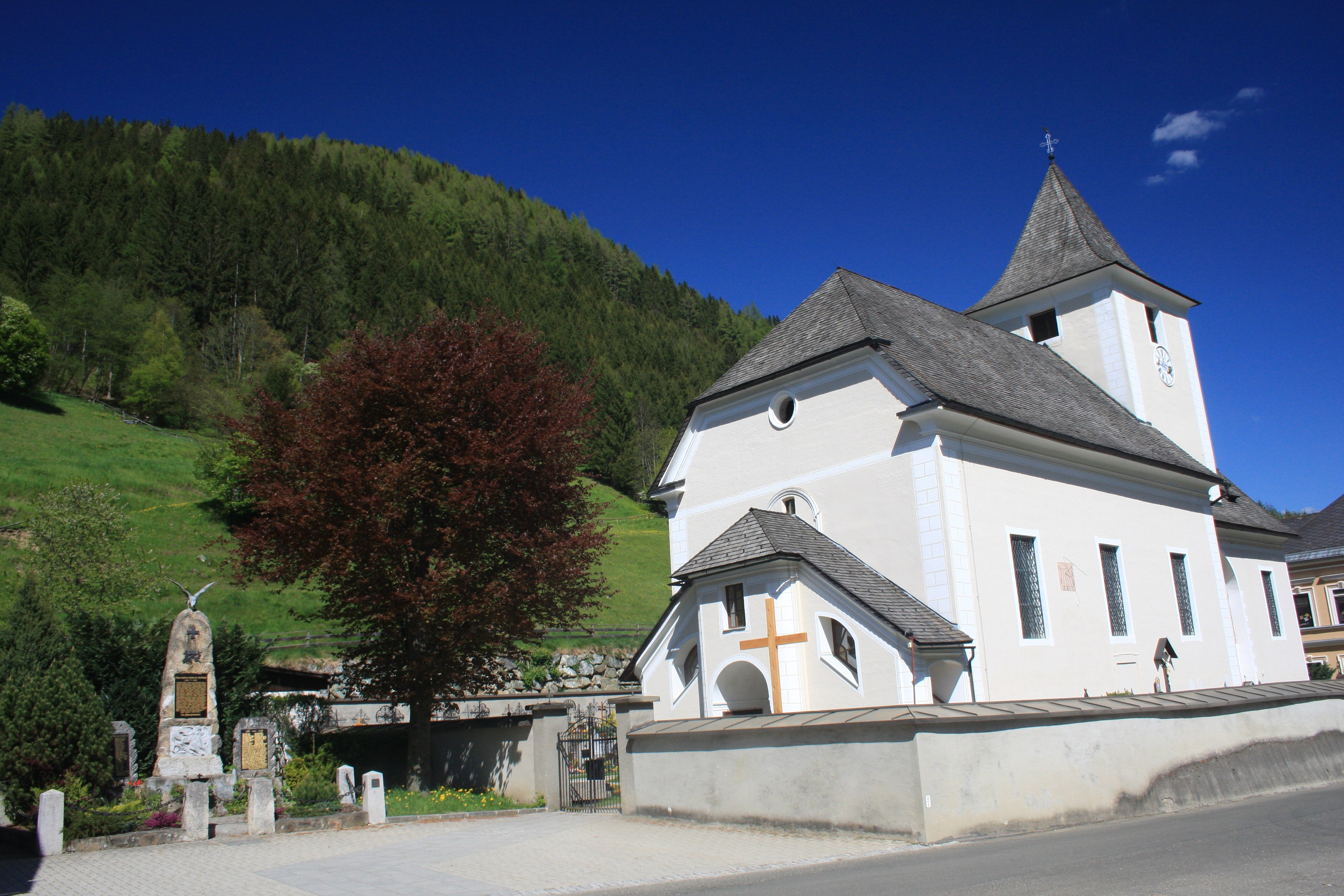

Die Pfarre St. Peter ließ vermutlich der Bischof von Salzburg oder vielleicht auch schon der Seckauer Stiftspropst um 1200 errichten. Dafür spricht der romanische Ursprung der Pfarre. Der in der Kirche steckende alte Baubestand lässt vermuten, dass hier eine Chorturmkirche gestanden hat. Ein Kirchentyp, der um 1200 in der Region üblich gewesen ist. Dieser Typus der Kirchen war offensichtlich gerade bei den zu Salzburg gehörenden Kirchen weit verbreitet. Beispiele in unmittelbarer Nähe sind die Kirchen in Kobenz und Fohnsdorf. Die erste Nennung erfolgte 1317, in einer Urkunde, in der der Tausch eines Ackers zwischen Konrad Perper und Dietmar aus der Gaal besiegelt wird, unter den Zeugen schien Gunther der Kreul, Pfarrer aus der Gaal, auf.

## Architektur
Das dreijochige Langhaus hat eine Stichkappentonne auf Gurten auf kräftigen gestuften Wandpfeilern. Die dreiachsige Westempore auf Pfeilern ist kreuzgratunterwölbt. Der Chorquadratturm ist romanisch. Das schmälere Turmquadratchor ist kreuzgratgewölbt und mit einem Rundbogen geöffnet mit einem über drei Stufen erhöhten Fußboden. Der Turm darüber ist niedrig und gedrungen und trägt ein Zeltdach. Der etwas breitere einjochige Chor ist kreuzgratgewölbt und schließt mit einer Halbkreisapsis. Die neuzeitliche Fronbogenmalerei schuf A. Amesbauer. Die Westfassade hat einen vorgelagerten zweiläufigen gedeckten barocken Treppenbau. An den Turmjochseiten sind barocke Außenfresken aus dem dritten Viertel des 18. Jahrhunderts, südlich Christus am Ölberg, nördlich Christus am Kreuz. Die Fresken stammen aus dem Jahr 1757 und die Glasfenster wurden erst nach dem Zweiten Weltkrieg im März 1951 eingesetzt. Nach dem Brand 1820 wurde die Kirche um barocke Außenfresken und den Treppenbau erweitert. Der romanische Turm und romanische Chor ist erhalten. Das barocke Langhaus ist aus dem 18. Jahrhundert.

## Ausstattung

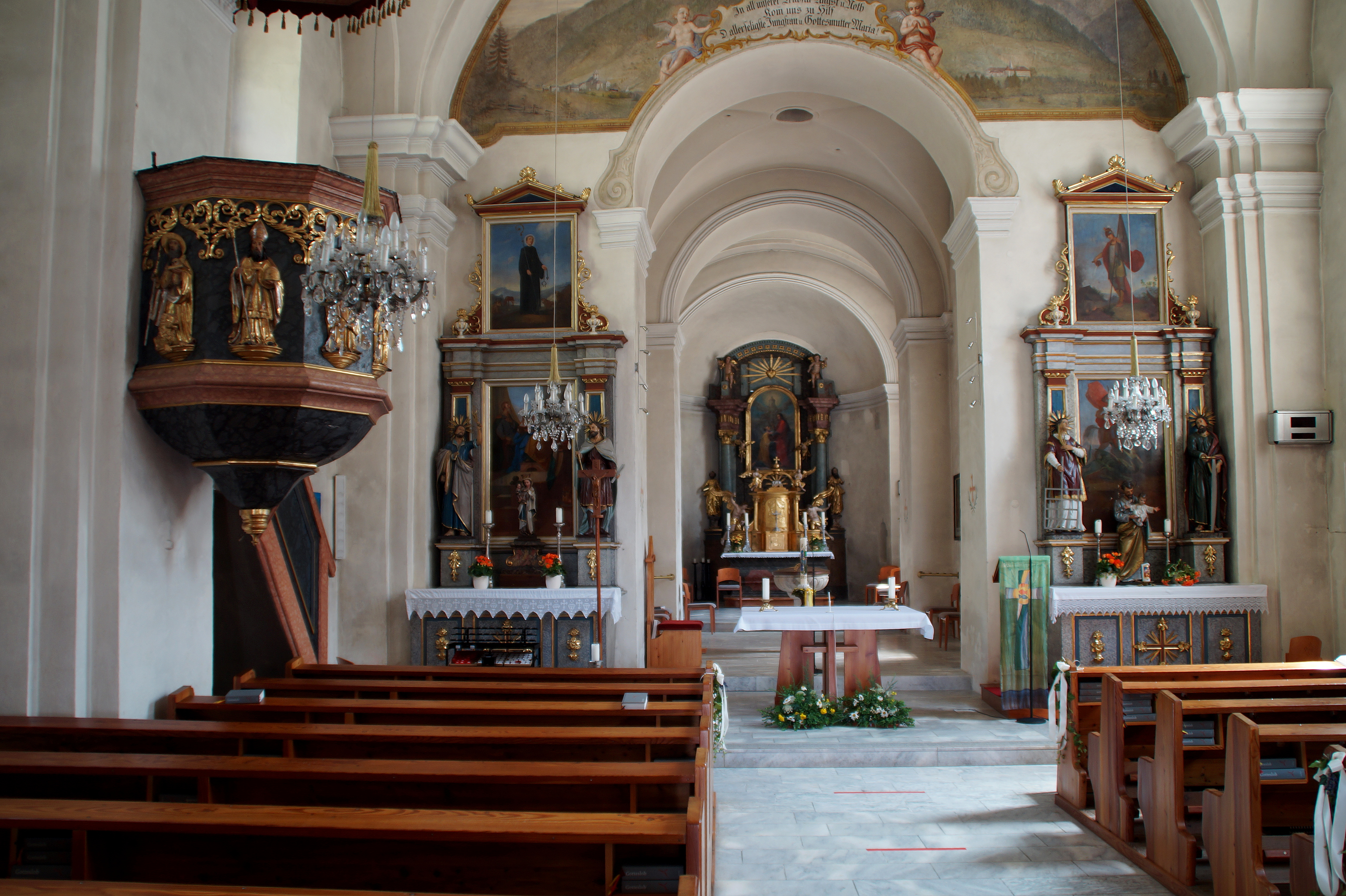
Innenansicht, Blick zum Chor

Der Hochaltar entstand nach der Mitte des 19. Jahrhunderts und zeigt das Altarbild Schlüsselübergabe Petri, gemalt von Josef Veiter aus Leoben (1878) und trägt die Statuen Peter und Paul aus der zweiten Hälfte des 17. Jahrhunderts. Der freistehende Tabernakel ist aus dem Ende des 18. Jahrhunderts. Die Seitenaltäre aus 1853, links mit dem Bild Anna Maria lesen lehrend von Johann Eisenschmidt (1854), rechts mit dem Bild hl. Georg (1854). Die Kanzel ist aus der zweiten Hälfte des 19. Jahrhunderts. Der ovale Taufstein ist barock. Ein Wappengrabstein nennt Gabelkhoven und 1609.